# 実地検査

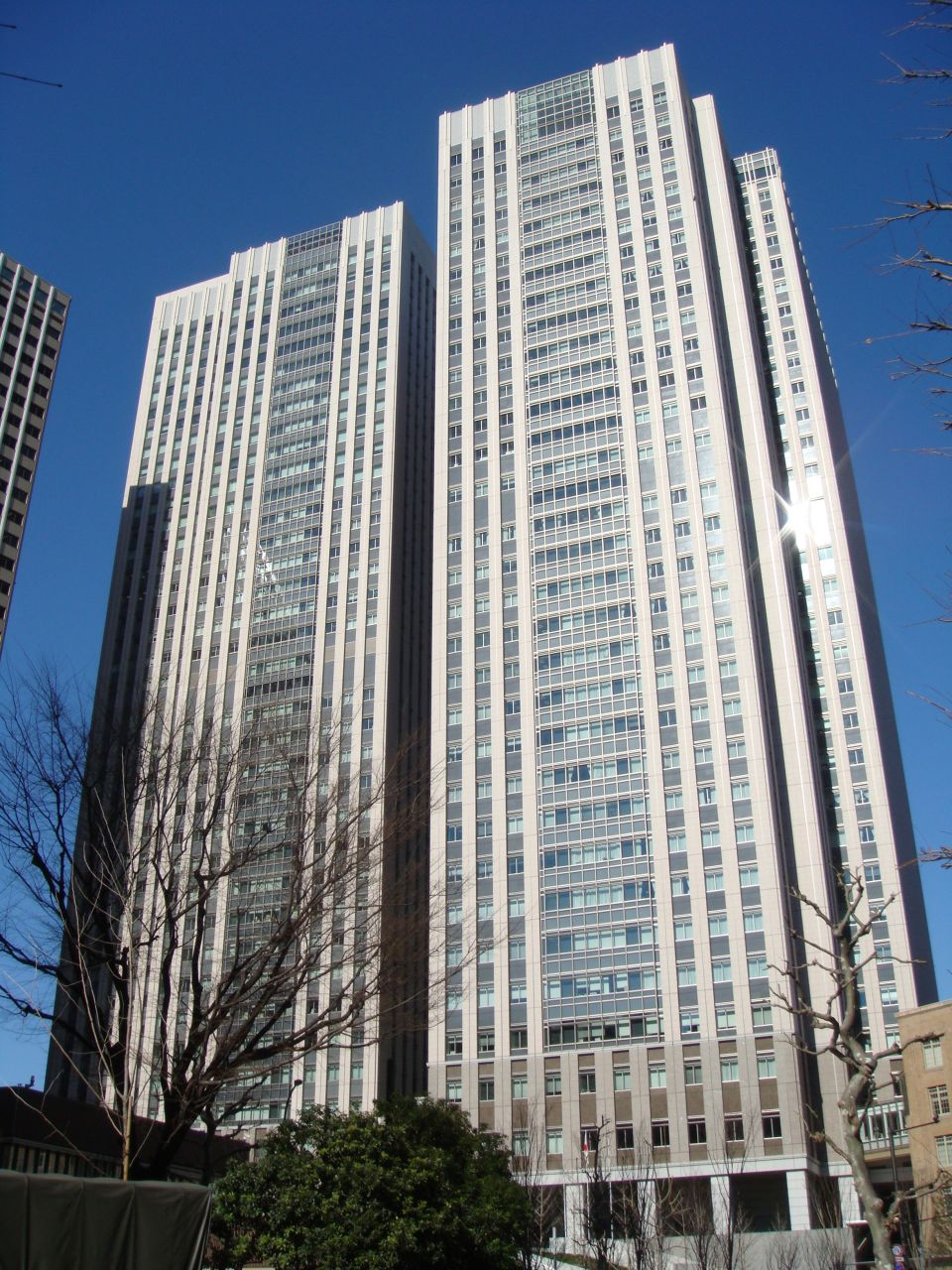
会計検査院 (霞が関コモンゲート東館)

実地検査 (じっちけんさ)とは、会計検査院の職員である調査官が、現場に赴いて事実と計算書・証拠書類を照合する検査である。調査官は行政機関や公共工事などの事業の現場に出張して、計算書・証拠書類が正確か確認を行う。

## 検査の実態
毎年の決算検査報告に記載される指摘事項の多くが、現場の調査官が突き止めた不正である。実地検査による年間の出張は80日以上である。公共事業の工事現場である山中や海岸など、危険な場所でも実地検査は行われており、調査官の死亡事故も過去に起きている。

### 検査官の証言
実地検査の実態について、ある調査官の証言を紹介する。

### 実地検査で行われた観光
一方、実地検査の間に観光旅行が行われた。
1991年6月、宇宙開発事業団沖縄追跡管制所の実地検査にて、5日の日程で実質の実地検査は9時間ほどで、それ以外の時間は沖縄観光に費やされた。1995年9月、調査官2人に口頭での厳重注意、調査官補に注意処分が科せられた。また、1978年、秋田県の実地調査にて調査官たちが温泉宿を利用していた。

## 検査の実地率
2002年度、実地検査の実地率は8～9％にとどまった。本省・本庁・本社などに限れば44.2％である。2年に1度、実地検査が行われたことになる。
2002年における実地検査の対象となる組織と実地率は、以下のとおりである。
| 検査対象の組織               | 組織の箇所数(A) | 検査を実施した箇所数(B) | 実地率(％)(B/A) |
| ---------------------------- | --------------- | ----------------------- | --------------- |
| 本省・本庁・本社等           | 4,690           | 2,076                   | 44.2            |
| 都道府県単位の地方出先機関等 | 9,336           | 931                     | 9.9             |
| 小計                         | 14,026          | 3,007                   | 21.4            |
| 駅・特定郵便局等             | 22,105          | 42                      | 0.1             |
| 計                           | 36,131          | 3,049                   | 8.4             |

## 検査を行う箇所の選定
実地検査を行う箇所の選定について、会計検査院は以下のように述べている。
この選定の過程は部外秘とされる。選定の情報源として、財務省主計局・理財局との連絡会、総務省行政評価局との連絡会が指摘されている。